# ایستگاه خیابان چهل و نهم لانگارا
ایستگاه خیابان چهل و نهم لانگارا (انگلیسی: Langara–49th Avenue station) یک ایستگاه زیرزمینی در خط کانادا مترو ونکوور اسکای‌ترین (ونکوور) سیستم حمل و نقل سریع مترو است. این ایستگاه در تقاطع خیابان ۴۹ غربی و خیابان کامبی در ونکوور، بریتیش کلمبیا، کانادا واقع شده‌است. این ایستگاه به بخش جنوبی محله اوکریج، ونکوور، عمدتاً جامعه لانگارا که ایستگاه را احاطه کرده‌است، خدمات می‌دهد و در فاصله چند قدمی دانشگاه لانگارا و زمین گلف لانگارا قرار دارد.